# ジョーダンヒル・カレッジ
ジョーダンヒル・カレッジ (Jordanhill College) は、かつてスコットランド・グラスゴー市内のジョーダンヒルにあった高等教育カレッジ。1921年に、教員養成カレッジ (a teacher training college) として開設された。1993年にストラスクライド大学と合併し、ストラスクライド大学の教育学部となった。2012年、すべての教育活動はジョン・アンダーソン・キャンパスに移され、キャンパスは閉鎖された。

## 歴史

### ジョーダンヒル教員養成カレッジ：1913年 - 1993年
1913年、グラスゴー市当局は、かつてパトリック選挙区から選出されていた自由統一党の元下院議員ジェームズ・パーカー・スミスからジョーダンヒル・エステートを買収することに合意し、当地に教員養成カレッジと、それに附属するジョーダンヒル校を建設することになった。第一次世界大戦の勃発で、教員養成カレッジの創設は延期され、かつてのマナー・ハウスは、臨時の軍事病院に転用された。
大戦の休戦後、教員養成施設として新しい建物の建設が計画された。新たな附属学校はいち早く1920年に完成し、カレッジは1921年に完成し、現在ではグレードBにリストされているデイヴィッド・ストウ・ビルディング (David Stow Building) で、統合されたグラスゴー大学によりすべての教員養成がおこなわれた。行政の直接出資により設立され、特定の教会との関係もなかったこのカレッジには、寄宿生はほとんどいなかった（小規模なホステルが2棟、1921年と1931年に建設されていた）。また、カレッジの業務の範囲は通常より広範に及んでいた。
1921年から1959年にかけて、カレッジの体制はほとんど変化しなかった。スコットランド教育当局 (Scottish Education Department, SED) は、初等教育の教員養成のための2年制の課程と、大学既卒者を対象とした中等教育の教員養成のための1年制の課程だけを公認していた。これに加えてカレッジは、既に資格をもった教員を対象とした実務者課程も提供していた。1931年には、2つの重要な変更がおこなわれ、2年生の初等教育課程が3年制に拡大され、また女子のみを対象とすることとなり、スコットランド体育学校 (the Scottish School of Physical Education, SSPE) が、スコットランドのすべての男性体育教員の養成のために創設された。
1959年、SEDは理事会 (Board of Governors) を創設して、カレッジが独自に資格を授与する権利を認めた。その背景には、1960年代に予見されていた教員不足があり、1959年/60年に1,927名だった在学者は、1963年/64年に3,713 名、ピークとなった1975年/76年には3,713名となって、ジョーダンヒルは、イギリス最大の教員養成機関となっていた。この規模拡大は、1921年からあったストウ・ビルディングとカレッジ・ビルディング（旧マナー・ハウス）では収容しきれず、大規模な建設プログラムがおこなわれ、1961年には元々のマナー・ハウスが解体され、新たな諸施設、 とりわけSSPEと、継続教育学校 (the School of Further Education) が設けられた。学生数増加の背景には、教育課程の多様化があった。カレッジは、1964年には、青少年向けコミュニティ・サービスに従事する学生の養成をはじめ、1967年にはソーシャルワーカー課程を設け、1968年にはグラスゴー言語療法学校 (the Glasgow School of Speech Therapy) が、ジョーダンヒルに移転して、カレッジの言語療法学部 (the Department of Speech Therapy) となり、さらに1970年には、スコットランドにおけるすべての継続教育カレッジの教員養成は継続教育学校に一本化されることになった。加えて、1960年代における教育課程改革運動への対応のために、実務者過程が急速に拡大されていった。
この拡大の時期は、1976年にSEDが教員の供給過剰が生じていると認識したことで、突然終わりを告げた。より小規模だったハミルトン・カレッジは、イギリスの全国的政策を受けて閉鎖され、そのスタッフの多くがジョーダンヒルに吸収された。1980年代には、資格取得のために4年制の課程がもたらされ、さらに全国学位授与評議会 (CNAA) が事後的に認証を与えることになり、すべての学生が、対外的にも有効な学位、ないしは、大学院レベルのディプロマを与えられることになった。

### ストラスクライド大学教育学部：1993年-2012年
独立した機関としての存続の終わりが見込まれた1991年、カレッジはグラスゴー大学から打診を受け、その教育学部となることを提案された。1993年、SEDは、新設された高等教育資金評議会 (Higher Education Funding Council) を通した政策文書の中で、カレッジのさらなる合併への必要を表明した。そこでストラスクライド大学がカレッジに接触し、両者の間で合意が成立した。1993年、ジョーダンヒル・カレッジは、ストラスクライド大学教育学部となった。
施設のより良い活用と、様々な保存条例によって守られたジョーダンヒル・キャンパスの老朽化を受けて、2010年には、ジョーダンヒル・キャンパスを閉鎖し、すべての課程をジョン・アンダーソン・キャンパスに移す決定がなされた。2011年/12年が、最後の学校年となった。
ジョーダンヒル・カレッジのアーカイブは、ストラスクライド大学のアーカイブに保管されている。

## 著名な出身者
- クレイグ・ブラウン (Craig Brown) - サッカースコットランド代表にもなったサッカー選手、指導者[5]
- トーモッド・カインビュール (ormod Caimbeul, 1942–2015) - スコットランドのゲール語作家
- レイ・フィッシャー  (Ray Fisher, 1940–2011) - スコットランドのフォーク歌手[6]
- メアリ・ヘダーウィック (Mairi Hedderwick) - 作家、イラストレーター、「Katie Morag」の創作者
- ジャッキー・ナイト (Jackie Knight) - クリケットとサッカーの選手
- イアン・マクラクラン (Ian McLauchlan) - ラグビーユニオンのスコットランド代表、43キャップ
- グウィン・シングルトン (Gwyn Singleton, 1933–2021) - ディスレクシア（失読症）教育の先駆者[7]
- ゴードン・スミス (Gordon Smith) - クリケット選手

## 跡地の再開発
グラスゴー市役所やヒストリック・スコットランドとの協働により、キャンパス跡地の将来に向けた計画が用意されることとなり、2015年3月に、大学は、敷地のうち30.9-エーカー (12.5 ha)を住宅用地として、不動産業者JLLを通して販売することを公表した。「認可予定 (minded-to-grant)」とされた当初計画には、
- 3階建てのデイヴィッド・ストウ・ビルディングを改修して71戸のアパートに転用すること
- グラハム・ハウス (Graham House) とダグラス・ハウス (Douglas House) は、それぞれ最大23戸のアパートとすること

が盛り込まれた。
その他の1960年代建造の建物は解体されることとなり、敷地を12区画に分割してさらに364戸の住宅が供給されることになった。